# Лицейский сад
Лице́йский сад — небольшой сквер в (Царском селе), примыкающий к Царскосельскому Лицею и Знаменской церкви. Лицейский сад занимает участок в форме трапеции, который ограничен улицами Садовой, Дворцовой, Средней, Лицейским (Певческим) переулком. Дорожки парка пересекаются на центральной площадке круглой формы, в центре её памятник Пушкина работы Р. Р. Баха. Лицейский сад и памятник Пушкину-лицеисту являются объектами культурного наследия России Объекты культурного наследия. Дата обращения: 8 августа 2011. Архивировано из оригинала 17 апреля 2013 года..

## История возникновения
При Екатерине I здесь, в ложбине на резком перепаде рельефа, понижающимся от царских палат в сторону слободы, находилась дикорастущая березовая роща, или «Большие березы». Среди берез выстроили деревянные Успенский и Благовещенский храмы. После возведения каменной Знаменской церкви Елизавета Петровна приказала распланировать рощу с дорожками: «Как то было при вседражайшей матери Ея Императорского Величества». В 1784 году рощу с плодовым садом обнесли каменной оградой с металлической решеткой. На площади у «Больших берез» останавливались кареты лиц, прибывающих во дворец. На оставшемся неблагоустроенном участке с 1808 до 1818 года находились ярмарочные лавочки, переведенные впоследствии в Гостиный двор. За рощей мало следили и ухаживали, березы соседствовали с кустами, плодовыми деревьями, и весной аромат цветущей черемухи, вишневых деревьев, яблонь, щебет птиц врывались в учебные классы Царскосельского Лицея, отвлекая лицеистов от занятий, а иногда и способствуя им, создавая поэтическое настроение. Вероятно, об этом саде-роще вспоминал Пушкин в «Евгении Онегине»:
В те дни, когда в садах Лицея 

Я безмятежно расцветал…
В лицейские годы Саши Пушкина между окружавшей Знаменскую церковь дикорастущей березовой рощей и зданием Лицея оставалась часть лицейской территории. Это довольно узкая не облагороженная площадка не представляла привлекательности для лицеистов, воспитанных в духе высокого эстетизма. Лицеистам разрешалось гулять в саду, но как в месте публичном там запрещалось заводить игры, резвиться. Лицеисты предпочитали прогуливаться в Екатерининском парке. Для игр воспитанникам было отведено Розовое поле — обширный луг, окаймленный кустами шиповника на окраине парка. Но Лицей нуждался в своей территории. Директор Лицея Е. А. Энгельгардт хлопотал о предоставлении им отдельного сада «где бы воспитанники в приличной их возрасту свободе, бегали, прыгали и садовничали. Тогда как теперь они должны чинно, сложа руки, прохаживаться по аллеям, и остерегаться, чтобы не нарушить порядка громким словом, прыжком, одним словом, не быть детьми».

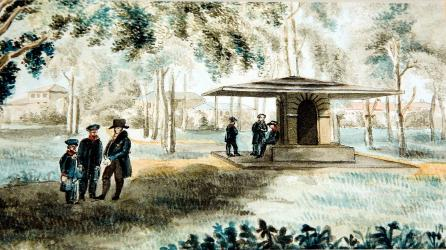
В. П. Лангер. Лицейский садик в Царском Селе вид «Грибка». 1820 год

В 1818 году, через два года после прошения директора Лицея, Император Александр I повелел обустроить сад сообразно потребностям воспитанников, приказав отпустить для этого из собственных сумм 10 500 рублей. Сад обнесли новой оградой, исполненной архитектором А. Менеласом, повторявшей очертания церковной ограды. Сад имел черты естественной пейзажной планировки и долгое время именовался «оградой», как до этого звали ограду церковную. Лицеисты с нетерпением ждали того дня, когда они станут хозяевами в своем саду. Энгельгардт писал: «Молодежь моя так счастлива. Уже заводятся лопатами, граблями, садовыми семенами и готовы бы, кажется, были в снег сеять и сажать». На территории сада были отдельные «собственные садики» — у каждого класса свой, а также «ботанический сад по Линеевой системе». Директор считал, что «занятие природой смягчает сердце, возбуждает чувство, привязывает к природе; оно есть лучшее основание веры, ибо нет священнее, величественнее книги, как книга природы». Описание сада известно по воспоминаниям царскосельского лицеиста 1832—1838 гг. А. Н. Яхонтова: «Собственный лицейский сад (его называли оградой) был довольно обширен и оттенен старыми широковетвистыми деревьями. В нём нам было довольно дела. У каждого класса был в ограде свой садик-особняк, а старший курс имел их несколько. В своем садике мы сажали деревья, а весною цветы, устраивали беседки и дорожки, одним словом, были полными хозяевами, и начальство в наши распоряжения не вмешивалось. В передней части сада, под сенью старых лип, устроена была деревянная беседка в форме гриба, под навесом которой заседали, обыкновенно, дежурные гувернеры. Между этим грибом и длинным четырёхэтажным зданием лицея была расположена широкая и во всю длину дома площадка, усыпанная песком, на которой мы играли в лапту и бары». Под «Грибком», располагался колодец с насосом. Он сохранился ещё со времен ярмарок, только беседку над ним соорудили новую. И лицеистам он пригодился: из него брали воду для поливки. Из описи, составленной для передачи сада в дворцовое ведомство: «От обеих сторон[уточнить] главного строения двор и сад, принадлежащий к нему, окружен железною решеткою с каменными столбами и таким же цоколем с деревянными вазами и с фонарями на столбах…» Во Всероссийском музее А. С. Пушкина хранится старинное изображение Лицейского сада — небольшая акварель с надписью «Лицейский сад в Царском селе. Вид „Грибка“», выполненная лицеистом В. Лангером в 1820 году. Это единственное дошедшее до нас изображение Лицейского сада, каким его мог видеть Пушкин посещая Царское Село в послелицейские годы.

## «Genio loci»
Лицеисты первого, пушкинского курса, воздвигли в саду близ церковной ограды памятник — это была белая мраморная доска, водруженная на дерновый пьедестал, с латинской надписью «Genio loci», в переводе «Гению места» (или «Гению — покровителю здешних мест»). По воспоминаниям М. Корфа, возле дома директора Лицея, стояла пирамида с такой же надписью. Постепенно памятник обветшал. После смерти Пушкина в 1837 году, глубоко тронутые этим событием лицеисты одиннадцатого курса восстановили её, возможно вкладывая новый смысл в выражение «Гению места». К прежней надписи они прибавили слова: «undecimus id est cursus renovavit» (возобновил одиннадцатый курс — лат.). В связи с этим к тогдашнему директору Лицея Д. Б. Броневскому поступил запрос из штаба военно-учебных заведений, в ведении которого в то время (1840) находился Лицей: «… по какому случаю поставлен в лицейском саду памятник Пушкину и с чьего разрешения?» Броневский ответил, что доска не имеет отношения к Пушкину, что это — возобновленный, существующий с первого курса памятник «местному воображаемому гению». В 1843 году Лицей был переведен в Петербург, на Каменноостровский проспект (ныне дом 21); доску с надписью «Genio loci» перевезли и установили в саду Александровского Лицея в знак преемственности Царскосельского и Императорского Александровского Лицея. С продажей части сада плита была утрачена. После 1860 года её пытались искать, но безуспешно. К 200-летнему юбилею поэта (1999), камень с аналогичной надписью, в память об утраченном, был установлен у дома первого директора Лицея на Лицейском переулке, 1/4, напротив входа в Лицей. Однако, историки утверждают, что Корф, упоминая о памятнике «Genio loci» у дома директора Лицея имел в виду его дачу на Кузьминской улице напротив Александровского парка (на нынешней Двоцовой улице, дом не сохранился), где Энгельгардт жил до его назначения директором Лицея. Т.о. целесообразнее было бы установить гранитный камень в Лицейском саду, где он и располагался исторически.

## Памятник Пушкину-лицеисту
В 1900 году на центральной площадке Лицейского сада был установлен Пушкину работы скульптора Р. Р. Баха. Его открытие было приурочено к 100-летию со дня рождения поэта.

## Лицейский сад в наши дни
Ежегодно, начиная с 1960-х годов, у памятника Пушкину в Лицейском садике в первое воскресенье июня открывается Пушкинский праздник поэзии, а 19 октября отмечается день основания Лицея. В эти дни памятное место посещают потомки Пушкина, известные личности нашего времени: писатели, художники, актёры. На импровизированной сцене, которая монтируется на том месте, куда смотрит отдыхающий на скамеечке Пушкин-лицеист, устраиваются концерты. Памятник утопает в букетах цветов.
Через Лицейский садик ежедневно проходят тысячи людей, приезжающих со всей страны и из-за рубежа посетить Пушкинский Лицей, Екатерининский дворец, Янтарную комнату. Знаменитый памятник запечатлен в рисунках и гравюрах, в медалях и значках, барельефах и статуэтках, открытках и календарях, ему посвящены десятки поэтических произведений. Он давно стал визитной карточкой города Пушкина — изображение памятника публикуется в заголовке «Царскосельской газеты», выпускаемой с 1906 года. Это первое место, которое посещают царскосельские молодожены. Из ЗАГСа, расположенного прямо за оградой Лицейского сада в бывшем доме лицейского учителя музыки Теппера де Фергюссона, где в теплом кругу устраивались музыкальные вечера с участием лицеистов, свадебные процессии двигаются к памятнику Пушкину, чтобы сделать памятные фотографии и возложить цветы к ногам поэта.

## Любопытные факты о Лицейском саде
- Во время оккупации г. Пушкина фашистами на территории Лицейского сада ими было устроено кладбище немецких солдат.
- При закладке ограды сада в ней было предусмотрено двое ворот. В наши дни выходов было три. А после реконструкции сада в 2010 году оставили только один вход, он же выход, поэтому теперь аллеи сада ведут туристов в никуда.
- При создании Лицейского сада в нём были устроены фонари. В наши дни в саде нет ни одного фонаря, а подсветка памятника, сделанная в 2007 году, не просуществовала и месяца — была разбита вандалами.
- Мастер художественной микроминиатюры А. Л. Рыкованов считает Лицейский сад своей мастерской. Его часто можно увидеть там с микроскопом и своими микроэкспонатами. В основном это портреты Пушкина и тексты его стихов на рисовых зернах.